# Pungguk Pedaro
Pungguk Pedaro is een bestuurslaag in het regentschap Lebong van de provincie Bengkulu, Indonesië. Pungguk Pedaro telt 1770 inwoners (volkstelling 2010).